# 9843 Braidwood
9843 Braidwood este un asteroid din centura principală de asteroizi.

## Descriere
9843 Braidwood este un asteroid din centura principală de asteroizi. A fost descoperit pe 4 ianuarie 1989 la Siding Spring de Robert H. McNaught. Asteroidul prezintă o orbită caracterizată de o semiaxă mare de 2,26 ua, o excentricitate de 0,08 și o înclinație de 5,1° în raport cu ecliptica.